# Средние Чубурки
Средние Чубурки — хутор в Кущёвском районе Краснодарского края.
Административный центр Среднечубуркского сельского поселения.

## География
Расположен в северной части Приазово-Кубанской равнины, в 27 км на северо-запад от райцентра станицы Кущёвской.

## Население
| 2002 | 2010  |
| ---- | ----- |
| 2244 | ↗2294 |